# 克利爾布魯克 (明尼蘇達州)
克利爾布魯克（英語：Clearbrook）是一個位於美國明尼蘇達州清水縣的城市。

## 人口
根據2020年美國人口普查的數據，克利爾布魯克的面積為1.27平方千米，當中陸地面積為1.27平方千米，而水域面積為0.00平方千米。當地共有人口464人，而人口密度為每平方千米365人。